# 大麻村
大麻村（たいまむら）は、島根県那賀郡にあった村。現在の浜田市の一部にあたる。

## 地理
北は日本海に面し、大麻山の山麓に位置していた。

## 歴史
- 1889年（明治22年）4月1日、町村制の施行により、那賀郡東平原村、折居村、西村が合併して村制施行し、大麻村が発足[1][2]。
- 1955年（昭和30年）4月1日 - 大麻村を二分割し、大字折居字吉浦・今浦と大字東平原の大部分が那賀郡三隅町、黒沢村、岡見村、三保村、井野村（一部、大字井野字羽原を除く）と合併して三隅町が存続し、大字西村、折居字元折居・平原、大字東平原のごく一部が浜田市に編入され廃止された[1][2]。

### 地名の由来
大麻山による。

## 交通

### 鉄道
- 1924年（大正13年）- 山陰本線 折居駅開業[1]